# مزققة أليفة الكربون
مزققة أليفة الكربون (الاسم العلمي:Ascobolus carbonicola) هي نوع من الفطريات تتبع جنس المزققة من الفصيلة المزققية.